# Loeseneriella rowlandii
Loeseneriella rowlandii là một loài thực vật có hoa trong họ Dây gối. Loài này được (Loes.) N. Hallé mô tả khoa học đầu tiên năm 1959.